# 막심가엘 응가야프 앙부
막심가엘 응가야프 앙부(프랑스어: Maxime-Gaël Ngayap Hambou, 2001년 6월 22일~)는 프랑스의 유도 선수이다. 2024년 하계 올림픽 남자 미들급에서 동메달을 획득했고 혼성 단체전에서 금메달을 획득했다.